# Гото Шоџиро
Гото Шоџиро (транслит. ; Префектура Кочи, 13. април 1838 – 4. август 1897) био је јапански самурај и политичар током бакумацу и раног Меиџи периода. Најпознатији је као оснивач покрета за слободу и људска права (自由民権運動 „jiyū minken undō“) која ће касније постати једна од политичких партија Јапана.

## Младост
Гото је рођен у области Тоса (данас део префектуре Кочи) и заједно са већином тадашњих Тоса самураја попут Сакамото Рјоме и Такечи Ханпеите бива привучен политиком „Сонно џои“ покрета. Као самурај из више "јоши" класе, полако учествује у политичким догађајима и будући да се позитивно истакао, бива унапређен. Свој утицај шири и до главног феудалног лорда округа Тосе, даимјоа Јамаучи Тојошигеа који ће саветовати шогуна да мирним путем врати власт цару.

## Државник и либерал
Након меиџи обнове, Гото бива постављен на разне високе позиције попут градоначелника града Осаке и саветника, али се није увек слагао са владом и често ју је критиковао. Године 1873. године, имао је расправу око политике Кореје (Сеиканрон дебата) противећи се доминацији округа Чошу-Сацума у новом државном поретку. Заједно са Итагаки Таисукеом направио је меморандум у коме позива на стварање парламента који би био са правом изгласан. Са Итагаки Таисукеом, Ето Шимпеием и Соеђима Танеомием формираће "Аикоку кото" (Партију патриота), изјављујући: „Ми, тридесет милиона људи у Јапану, смо сви једнаки по праву, да уживамо у слободи и животу, да стичемо и поседујемо имовину и да имамо права на живот и срећу. Ова права су нам по праву додељена и не може нам је нико одузети.
Након конференце у Осаки, 1875. године, накратко се враћа у владу али се највише бави управљањем рудником угља. Временом кад схвати да посао слабо иде и да више неће имати приход од њега већ ће почети полако да губи новац, продаје га Ивасаки Јатару, магнату који ће створити Мицубиши.
У политику ће се вратити 1881. године када ће се заједно да Итагаки Таисукеом основати либералну партију од које је настала коалиција и покрет даидо данкецу (1887. године).
Године 1889, Гото постаје министар комуникације, а касније добија титулу „хакушаку“ (еквивалент титули европског грофа). Нешто касније постаје и министар пољопривреде и трговине, али у једном тренутку бива умешан у скандал око трговине и бива присиљен да се пензионише. После срчаног удара поврачи се у свој летњиковац у месту Хаконе у Канагави где умире 1896. године. Сахрањен је на гробљу Аојама у Токију.